# Паровой коэффициент реактивности
Парово́й (пусто́тный) коэффицие́нт реакти́вности — величина, используемая для оценки влияния содержания пара в теплоносителе на реактивность ядерного реактора. 
В реакторе с жидким теплоносителем, например водой, часть теплоносителя может испаряться, образовывая пузырьки пара (пусто́ты в теплоносителе). В кипящих реакторах — это нормальный режим работы, в двухконтурных реакторах с водой под давлением, кипение в активной зоне может начаться из-за аварии (см. Авария на АЭС Три-Майл-Айленд в США в 1979 году). Увеличение содержания пара может приводить как к росту реактивности (положительный паровой коэффициент), так и к её уменьшению (отрицательный паровой коэффициент), это зависит от нейтронно-физических характеристик. 
Возможность получения разного знака вносимой реактивности обусловлено тем, что вода является с одной стороны хорошим замедлителем нейтронов, но с другой — и достаточно сильным поглотителем. Таким образом, при изменении плотности теплоносителя имеют место два конкурирующих явления: изменение замедляющих и поглощающих свойств среды. В зависимости от состава активной зоны, суммарный эффект может быть как положительным, так и отрицательным. Таким образом, грубо можно считать, что паровой коэффициент реактивности является разностью двух значительных по величине эффектов: замедления и поглощения.
Баланс этих процессов существенно зависит от конструкции реактора. В случае, если основным замедлителем является графит - замедляющие свойства при вскипании практически не изменяются.   
Коэффициент реактивности существенно определяет динамические свойства реакторной установки, а также является одним из составляющих мощностного коэффициента реактивности.
Отрицательная величина парового коэффициента реактивности благоприятна для свойств самозащищенности реактора, поскольку означает, что при неожиданном увеличении парообразования (что обычно является либо следствием роста мощности либо снижения расхода теплоносителя через реактор), он будет самозаглушаться. Кроме этого, отрицательное значение парового коэффициента реактивности повышает нейтронно-физическую и теплогидравлическую устойчивость реакторной установки.
Однако большая абсолютная величина отрицательного парового коэффициента реактивности может играть и неблагоприятную роль в кипящих реакторах в ситуациях, связанных с резким уменьшением пара - поскольку в этом случае может вноситься существенная положительная реактивность. Такие случаи возможны при срабатывании систем безопасности (аварийного расхолаживания реактора) или в случае роста давления из-за, например, аварийного отключения турбин.
Положительная величина парового коэффициента реактивности допустима только при условии, что во всех эксплуатационных режимах быстрый мощностной коэффициент реактивности отрицателен. Так, для современных реакторов РБМК допускается коэффициент реактивности < +1.0 βэфф.